# Константиновка (Кировская область)
Константиновка — посёлок в Малмыжском районе Кировской области. Является единственным населённым пунктом Константиновского сельского поселения.
Расположено примерно в 20 км к северо-востоку от города Малмыж на реке Мелетка.

## История
С 1 января 2006 года согласно Закону Кировской области от 07.12.2004 № 284-ЗО Константиновка образует Константиновское сельское поселение.

## Население
| 2010 | 2012 | 2013 | 2014 | 2015 | 2016 | 2017 |
| ---- | ---- | ---- | ---- | ---- | ---- | ---- |
| 513  | ↘494 | ↘493 | ↘470 | ↘451 | ↘436 | ↘414 |
| 2018 | 2019 | 2020 | 2021 |      |      |      |
| ↘387 | ↘383 | ↘366 | ↘299 |      |      |      |